# Teatrul Național „Radu Stanca” din Sibiu
Teatrul Național „Radu Stanca” Sibiu, cunoscut sub acronimul TNRS, este unul dintre cele mai longevive teatre din România, precum și unul dintre structurile principale care au contribuit la nașterea Festivalului Internațional de Teatru de la Sibiu. În prezent, este condus de Constantin Chiriac, și adună în repertoriul său spectacole atât în limba română, cât și germană.

## Istoric
În 1788 tipograful Martin von Hochmeister avea să pună temeliile unei construcții destinate spectacolelor, reconfigurând într-un singur an funcționalitatea Turnului Gros, parte a zidurilor cetății medievale. Odată cu acest demers, viața culturală germanofonă a orașului Hermannstadt ia amploare, prin aducerea în fața locuitorilor a unui repertoriu variat, inspirat atât din canonul clasic, cât și din cel contemporan. Astfel, opera unor autori precum Shakespeare și Molière ori a unor reprezentanți de vârf ai romantismului german își găsește în publicul sibian un receptor entuziast, al cărui interes viu pentru lumea scenei avea să asigure continuitatea primei instituții teatrale de pe teritoriul românesc.
Acestei tradiții a teatrului sibian, până în acel moment exclusiv în limbă germană, i se alătură o nouă dimensiune în anul 1868, când trupa lui Mihail Pascaly joacă pentru prima dată în Hermannstadt un spectacol în limba română. În spatele cortinei în timpul acestei reprezentații bazate pe o piesă scrisă de Vasile Alecsandri se ascundea nimeni altul decât tânărul Mihai Eminescu, sufleor la acea vreme. Succesul spectacolului este atât de mare, încât va permite și altor trupe de teatru românești, precum Trupa Tardini-Vlădicescu sau cea condusă de Matei Millo, să activeze în fața publicului sibian.
În ciuda unui incendiu, în 1826, teatrul sibian își va relua curând activitatea grație implicării fondatorului său, Martin Hochmeister. Totuși, un alt incendiu va produce în 1949 niște daune atât de mari, încât administrația locală este nevoită să mute sediul teatrului în incinta sa actuală, care funcționase până atunci ca cinematograf. Acest eveniment va marca, însă, o perioadă de revigorare a scenei teatrale sibiene pe care va poposi însuși Radu Stanca, în calitate de regizor. Membru esențial al Cercului Literar de la Sibiu, Radu Stanca are meritul de a asigura renașterea nou-numitului Teatru de Stat a cărui titulatură se va schimba după moartea marelui artist, în semn de omagiu pentru implicarea sa neobosită în viața culturală a orașului.
La mai bine de două secole de la înființarea sa, actualul Teatru Național „Radu Stanca” Sibiu (TNRS) este o prezență constantă în viața culturală românească și internațională. Ca urmare, Festivalul Internațional de Teatru de la Sibiu, inițiat în 1993, avea să devină cel mai important eveniment dedicat artelor spectacolului din Europa Centrală și de Est, concurând, în prezent, cu festivalurile de la Avignon și Edinburgh. Tot astfel, TNRS are meritul de a avea o contribuție decisivă în acordarea titlului de Capitală Europeană a Culturii, în anul 2007, orașului Sibiu.

## Structuri asociate
Conceput ca un organism multifuncțional, al cărui scop principal este utilizarea strategică a resurselor culturale ca premisă pentru dezvoltarea integrală a comunității la nivel local, regional și național, TNRS a creat, împreună cu Festivalul Internațional de Teatru, Bursa de Spectacole de la Sibiu, Programul de Voluntariat, Departamentul de Artă Teatrală (Actorie, Teatrologie – Management Cultural și Coregrafie) din cadrul Universității „Lucian Blaga” din Sibiu și Platforma Internațională de Cercetare Doctorală în Artele Spectacolului și Management Cultural, o importantă platformă de creativitate, dialog și mobilitate a profesioniștilor din domeniul artelor spectacolului, din întreaga lume.
Tot astfel, TNRS a dezvoltat împreună cu aceste structuri Aleea Celebrităților de la Sibiu, secțiune a Festivalului Internațional de Teatru de la Sibiu, care celebrează nume importante ale teatrului și filmului românesc și internațional. În același mod, s-a înființat și Fabrica de Cultură, altădată un spațiu industrial, care a devenit un complex de spații destinate spectacolelor convenționale și experimentale de teatru și dans, precum și proiecțiilor video, găzduind printre altele câteva dintre spectacolele de patrimoniu ale teatrului sibian: Faust, Metamorfoze și Povestea prințesei deocheate, toate în regia lui Silviu Purcărete.
Cel mai recent proiect al TNRS este Scena Digitală, o platformă integrată video-on-demand, care cuprinde spectacole înregistrate sau filme inspirate din spectacolele jucate pe scena teatrului sibian sau în cadrul Festivalului Internațional de Teatru de la Sibiu. Prin acest proiect, TNRS devine primul teatru național din România care deține o astfel de platformă.

## Spectacole reprezentative și colaborări notabile
La mai bine de două secole de la înființarea sa, actualul Teatru Național „Radu Stanca” Sibiu (TNRS), sub conducerea lui Constantin Chiriac, este o prezență constantă în viața culturală românească și internațională. În prezent, teatrul dispune de un personal artistic permanent care contribuie la concretizarea a peste 120 de spectacole, atât în limba română, cât și în germană. TNRS a avut, începând cu anul 2001, un număr de peste 520 de turnee în țară și străinătate, fiind, de asemenea, invitat la festivaluri din lumea întreagă, desfășurate în Edinburgh, Avignon, New York, Bruxelles, Roma, Tokyo, Seul, St. Petersburg, Moscova, Napoli, Paris, Liverpool, Londra, Budapesta, Bogota, Tampere, Poznan, Varșovia, Barcelona, Lisabona, Porto, Cairo, Yerevan, Tbilisi, Nitra, Atena, Salonic, Belgrad, Varna, Lille, Tel Aviv, Omsk și Chișinău. 
Având un repertoriu larg care variază între tragedii grecești și experimente inovative ale secolului al XXIlea, TNRS colaborează cu regizori importanți din țară și din străinătate, precum: Silviu Purcărete, Andrei Șerban, Andriy Zholdak, Kushida Kazuyoshi, Armin Petras, Mihai Măniuțiu, Gábor Tompa, Alexandru Dabija, Yuri Kordonsky, Radu Afrim, Alexander Riemenschneider, Radu Alexandru Nica, Robert Raponja, Masahiro Yasuda, Gigi Căciuleanu, Dragoș Galgoțiu, Zoltán Balázs.

## Adresa instituției
Teatrul Național Radu Stanca,
Bulevardul Corneliu Coposu, Nr. 2
550245 Sibiu, România
Telefon - +40 269 21 00 92,
Fax - +40 269 21 05 32
Website oficial